# Kasteel Reigershof
Het Kasteel Reigershof (ook: Kasteel Sterrehof) is een kasteel in de tot de gemeente Antwerpen en het Antwerpse district Berendrecht-Zandvliet-Lillo behorende plaats Berendrecht, gelegen aan Reigersbosdreef 1, 1A.

## Geschiedenis
In de 17e eeuw kwam het domein in handen van Jan van Delft, die leefde van 1592-1662. Het goed werd vermaakt aan diens zoon Gerard van Delft, welke kanunnik was te Kamerijk. Uit deze tijd zouden de toren en de zuidelijke vleugel van het kasteeltje stammen. Dit kasteel zou oorspronkelijk een jachtslot zijn.
In 1792 erfde Gerards broer, Jean-Baptist van Delft, het goed. Hij liet de noordelijke vleugel bouwen. In 1934 werd in opdracht van Louis Jozef Marie van Delft nog een bijgebouw tegen de zuidelijke vleugel opgericht.

## Domein
Het kasteel heeft een rechthoekige plattegrond en een symmetrische gevel, waarbij de ingangspartij voorzien is van een torentje. De kern van het gebouw kan een ouderdom hebben tot in de 17e eeuw.
Naast het kasteeltje vindt men op het domein nog paardenstallen, een bakhuis en een volière.